# Irv Novick
Irving „Irv“ Novick (* 11. April 1916 in der Bronx, New York City, New York; † 15. Oktober 2004 in Dobbs Ferry, New York) war ein US-amerikanischer Comiczeichner. Novick wurde vor allem als einer der Stammzeichner der Comics über den Superhelden Batman während der 1970er-Jahre bekannt.

## Leben und Werk

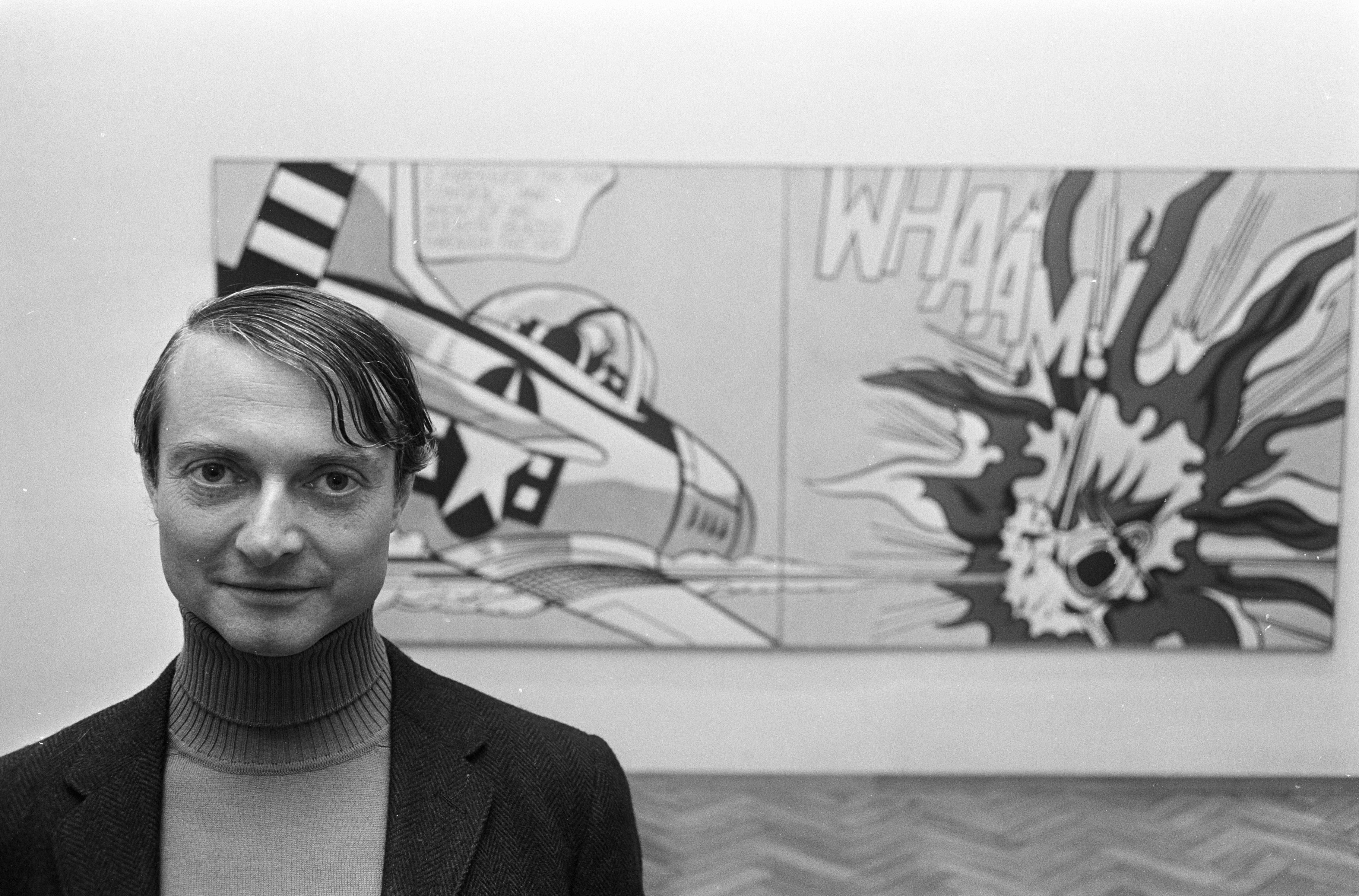
Der Maler Roy Lichtenstein (1967) vor seinem Gemälde Whaam!, das auf einem Comicpanel von Novick basiert.

Novick wurde an der National Academy of Design in New York ausgebildet. Anschließend begann er im Atelier von Harry „A“ Chesler zu arbeiten.
Von 1939 bis 1946 arbeitete Novick – unterbrochen von der Teilnahme am Zweiten Weltkrieg – für den Verlag MLJ Comics, der später als Archie Comics bekannt wurde. Während seiner Tätigkeit bei MLJ zeichnete er für Serien wie Blue Ribbon Comics, The Shield, Pep Comics, Bob Phantom, The Hangman und Steel Sterling.
Im April 1943 tat Novick in die US-Army ein. Während seiner Militärzeit lernte Novick den später als Künstler bekannt gewordenen Roy Lichtenstein kennen: Beide taten in einer Einheit Dienst, deren Aufgabe darin bestand, Poster, Schilder und andere optische Werbe- und Propagandamaterialien für den Militärgebrauch zu entwickeln.
Von 1946 bis 1951 war Novick als Zeichner in der Werbebranche tätig. Außerdem zeichnete er für die wenig erfolgreichen Comicstrips Cynthia und The Scarlet Avenger. Auf Drängen des Autors und Editors Robert Kanigher, mit dem er bereits bei MLJ Comics zusammengearbeitet hatte, begann Novick Mitte der 1950er Jahre erstmals für den Verlag DC-Comics zu arbeiten. Daneben war er freiberuflich als Mitarbeiter der „Jonstone-Cushing“-Werbeagentur und als Illustrator des „Boys' Life“- Magazine tätig.
Für DC zeichnete Novick zunächst hauptsächlich Hefte für Kriegscomics wie Our Army at War sowie für romantische Comicserien. Bekanntheit erlangte ein Panel, das er für die Ausgabe #89 der Serie All American Men of War (1962) zeichnete: Dieses Panel zeigte ein amerikanisches Kampfflugzeug, das ein gegnerisches Flugzeug, begleitet von dem klangmalerischen Wort „WHAAM!“ abschießt. Novicks ehemaliger Militäruntergebener Roy Lichtenstein, der inzwischen einer der führenden Vertreter der Pop Art geworden war, benutzte dieses Panel als Vorlage eines berühmt gewordenen Bildes, das er in den 1960er Jahren malte. Er modifizierte die Vorlage dabei, indem er, das getroffene Flugzeug vergrößerte, so dass das siegreiche und das besiegte Flugzeug in seinem Bild als gleich große Maschinen abgebildet werden, während in Novicks Vorlage das siegreiche Flugzeug im Vordergrund steht und deutlich größer als das im Hintergrund lokalisierte besiegte Flugzeug ist.
In den frühen 1960er-Jahren verließ Novick die Comicbranche vorübergehend, um für die Werbeagentur Johnstone and Cushing zu arbeiten. Da ihm die Arbeit dort nicht zusagte, kehrte er auf Ermunterung Kanighers, der ihm überaus vorteilhafte Arbeitsbedingungen zusicherte, als Zeichner zu DC Comics zurück.
Ab 1968 war Novick als Zeichner für Superheldencomicserien im Programm von DC tätig. Während der folgenden zwei Jahrzehnte zeichnete er u. a. für die Serien Batman, Detective Comics, Superman's Gril Friend Lois Lane und The Flash. Im Jahr 1968 wurde er außerdem damit beauftragt, die Hauptfiguren der drei genannten Serien in ihrem optischen Design generalzuüberholen: Des superschnellen und rotgewandten Superhelden The Flash, der Journalistin (und ewigen Geliebten von Superman) Lois Lane und des nachtaktiven Verbrechensbekämpfers Batman.
Bleibende Bekanntheit erlangte Novick vor allem durch seine beständige Arbeit als Zeichner für diverse Serien über Batman während der 1970er Jahre. Während der späten 1960er und frühen 1970er Jahre trug Novick maßgeblich dazu bei, die Batman-Comics, die sich in den 1950er und 1960er Jahren zu ausgesprochen knallig-grellen und mitunter ausgesprochen albernen und unbeschwerten (sich vor allem an Kinder richtenden) Abenteuer-Spektakeln entwickelt hatten, die mit der ursprünglichen Version der Figur als einem bedrohlich-düsteren „Rächer der Nacht“, der in furchteinflößender Kostümierung gegen gefährliche Kriminelle kämpft, nur wenig gemeinsam hatte, zu ihren Anfängen zurückzuführen: Dies tat er, indem er zusammen mit anderen Zeichnern, wie Neal Adams und Jim Aparo, sowie mit Autoren wie Dennis O’Neil, Frank Robbins und Len Wein den Batman-Comics inhaltlich, optisch und atmosphärisch wieder einen dunkleren und reiferen Charakter gab. Der Großteil der Batman-Geschichten, die Novick in den 1970er Jahren illustrierte waren von Robbins und O’Neil verfasst worden. Zusammen mit O’Neil gestaltete Novick auch die ersten hefte der 1975 gestarteten kurzlebigen Serie über Batmans Erzfeind, den mörderischen, wie ein Clown aussehenden, Kriminellen Joker.
Ende der 1980er-Jahre trat Novick als Zeichner aus gesundheitlichen Gründen kürzer. In den 1990er-Jahren ging er aufgrund seiner zurückgehenden Sehkraft in den Ruhestand.

## Arbeiten
DC Comics
- Action Comics #537–538, 569 (1982–1985)
- Adventure Comics (Flash-Geschichten) #459–461 (1978–1979)
- All-American Men of War #127–128 (1952)
- All-American Men of War (2. Serie) #4–10, 16, 19, 21–23, 25, 33, 35, 40, 45–46, 50, 54, 56, 61, 70, 77, 81–89, 92–111, 115, 117 (1953–1966)
- Batman #204–207, 209–212, 214–217, 219–222, 224–227, 229–231, 234–236, 239–242, 244–250, 252–254, 256–261, 266, 268, 271, 286, 310–311, 313–320, 322–335, 338–339, 341–342 (1968–1981)
- Batman Family (Robin-Geschichte) #6, 8, 12; (Robin and Batgirl) #9 (1976–1977)
- The Brave and the Bold #1–21, 88 (1955–1970)
- Captain Storm #1–11, 14, 17–18 (1964–1967)
- DC Comics Presents #40, 42, 44, 48, 60, 62, 69, 83 (1981–1985)
- DC Special Series (Flash-Geschichten) #1, 11 (1977–1978)
- Detective Comics (Elongated Man) #364 (1967); (Batman) #414, 418–419, 425, 427, 431, 434–435, 489, 521–522, 595 (1971–1988); (Green Arrow) #523–525 (1983)
- Falling In Love #1 (1955)
- The Flash #200–204, 206–212, 215–263, 265–270 (1970–1979)
- The Flash Special #1 (1990)
- G.I. Combat #48, 50–51, 58, 75, 82, 85, 89–92, 94, 97, 110, 116, 118–120, 122–124, 127 (1957–1967)
- Girls' Love Stories #27 (1954)
- Green Lantern (Green Lantern Corps) #157–158 (1982)
- The Joker #1–2, 5–9 (1975–1976)
- Our Army at War #1–6, 8, 11–13, 15–17, 19, 21–24, 26, 28, 34–35, 40–43, 45, 55, 64, 71, 77, 82, 84, 104, 106, 122, 124, 126, 128, 154, 157, 167 (1952–1966)
- Our Fighting Forces #1–2, 5–6, 8, 12–14, 23, 26, 30–31, 57, 65, 67–68, 73–74, 93–99, 104 (1954–1966)
- Robin Hood Tales #8 (1957)
- Sea Devils #11–12, 14–15 (1963–1964)
- Secret Origins (2. Serie) #34, Annual #3 (1988–1989)
- Star Spangled War Stories #13, 21, 23–25, 29–30, 35–36, 40–41, 43, 47–48, 51, 63, 65, 67, 71, 90, 98, 101–102, 109, 116 (1953–1964)
- Strange Sports Stories #2, 4–5 (1973–1974)
- Superman #393, 406–407, Special #3 (1984–1985)
- The Superman Family #213–215, 221 (1981–1982)
- Superman's Girl Friend, Lois Lane #82–85, 87–88, 90, 93, 96–103 (1968–1970)
- Teen Titans #8–10, 12, 45–46 (1967–1977)
- Tomahawk #113 (1967)
- Wonder Woman #173–176, 213, 318 (1967–1984)
- World's Finest Comics #281–282, #283 (1982)